# キララちゃん (ゆるキャラ)
キララちゃんは、京都府京田辺市にあるキララ商店街のマスコットキャラクター。

## 解説
2009年1月に商店街の活性化を目的にオリジナルキャラクターが公募され、応募総数183件の中から一般審査、選考委員会による最終審査を経て、流れ星を擬人化したデザインと名称に決定した。
2009年3月28日に商店街でキララちゃんの生誕祭が行われ、一般にお披露目された。
キララ2時間ISU耐久レースや京田辺市スポーツフェスティバルなど京田辺市で開催されたイベントだけでなく、ゆるキャラまつりin彦根やイナズマロックフェスなど県外のイベントにも参加している。
なお、茨城県土浦市にも同じキララちゃんという名前のゆるキャラが存在する。着ぐるみが登場したのは2009年8月なので京都のキララちゃんのほうが先だが、デザイン自体は土浦市のキララまつりのマスコットキャラクターとして1994年から存在する。

## プロフィール
誕生日は2009年3月28日。チャームポイントは大きな瞳。性格はおちゃめ。特技はみんなを笑顔にすること。趣味はキラキラしたものを集めること。星を眺めること。好きな食べ物は抹茶を使った食べ物。